# Robert de Magalona
Robert I de Magalona fou comte de Magalona, segurament fill i successor d'Amic de Magalona en data desconeguda.
Apareix esmentat en un diploma imperial del 15 de març del 819 i del contingut es creu que hauria mort poc temps abans (segurament el 818) i havia obtingut de Lluís el Pietós (segurament com a rei d'Aquitània que va ser entre 781 i 814) el lloc de Vilanova que havia estat anteriorment domini de la catedral de Sant Pere de Magalona. Lluís que l'hauria cedit al comte sense saber-ho, a la mort de Robert la va retornar al bisbat que llavors exercia Argimir. Per una altra carta Lluís va agafar l'església de Magalona sota la seva protecció especial.
A la mort de Robert el comtat fou governat per comtes francs i a partir del 828 hauria quedat vinculat als dominis del comte i marques de Septimània. Robert va deixar un fill, el nom del qual no és conegut. Quan la nissaga arriba a aquest desconegut les opinions divergeixen: uns el fan el marit de Guillermona, amb la que va tenir a Bernat I de Substancion (nom de la capital després de la destrucció de Magalona, més tard Melguèlh); altres el fan el pare de Guillermona, la qual es va casar amb Bernat I que fou comte per dret uxori, ja que Guillermona és esmentada com a comtessa al cartulari comtal.